# Одбојкашка репрезентација Холандије
Мушка одбојкашка репрезентација Холандије на такмичењима представља државу Холандију.
Током 1980их Одбојкашки савез Холандије је почео систематски да ради на стварању јаке репрезентације. Подмладили су репрезентацију играчима који су у млађим селекцијама већ остваривали значајније резултате. Тада отпочиње период бољих резултата репрезентације Холандије. Прва медаља је освојена на Европском првенству 1989. у Стокхолму. Свој врхунац ове сјајна генерација је достигла на Олимпијским играма 1996. у Атланти и Европском првенству 1997. у Ајндховену, на којима су освојене златне медаље. Тада долази до смене генерација и репрезентације Холандије почиње да остварује знатно слабије резултате.  

## Олимпијске игре Барселона 1992.
Едвин Бене, Петер Бланже, Рон Баудри, Хенк-Јан Хелд, Мартин ван дер Хорст, Марко Клок, Олоф ван дер Мелен, Јан Постума, Авитал Селингер, Мартин Тефер, Роналд Зодсма, Рон Звервер. Селектор: Ари Селингер.

## Олимпијске игре Атланта 1996.
Петер Бланже, Бас ван де Гор, Мајк ван де Гор, Роб Граберт, Хенк-Јан Хелд, Гвидо Герцен, Миша Латухихин, Олоф ван дер Мелен, Јан Постума, Брехт Роденбург, Рикард Схојл, Рон Звервер. Селектор: Јуп Алберда.

## Европско првенство Ајндховен 1997.
Петер Бланже, Алберт Кристина, Роберт ван Ес, Бас ван де Гор, Мајк ван де Гор, Гвидо Герцен, Јохем де Гројтер, Хенк-Јан Хелд, Рајндер Нумердор, Миша Латухихин, Олоф ван дер Мелен,  Рикард Схојл. Селектор:: Тун Гербрандс.